# Стефанов, Роман Алексеевич
Роман Алексеевич Стефанов (род. 9 марта 1978) — российский футболист, защитник.

## Карьера
В первенстве России играл за любительские команды «Факел-2» Воронеж (1996), ЦСК ВВС «Кристалл»-д Смоленск (1997), РУОР-ЦСКА Смоленск (1998), БСК Спирово (2001), «Волга» Тверь (2002), «Магнит» Железногорск (2005), «Квант» Сасово (2007), «Апатит» Кировск (2010), «Белогорск» (2013), «Рыбное» (2015—2016).
На профессиональном уровне играл за российские команды «Машиностроитель» Псков (1994 — третья лига, три матча), «Динамо» Брянск (1999 — один матч в Кубке России), «Динамо» Ставрополь (2003 — второй дивизион, три матча), ФК «Дмитров» (2008—2009 — второй дивизион), «Динамо» Кострома (2010—2011/12 — второй дивизион), «Байкал» Иркутск (2011/12 — 2012/13, первенство ПФЛ).
В чемпионате Белоруссии выступал за клубы «Нафтан-Девон» Новополоцк (2000 — два матча), «Дарида» Ждановичи (2004, 2007), «Локомотив» Витебск (2006).